# 卡纳皮
卡纳皮（葡萄牙語：Canapi）是巴西阿拉戈斯州的一个市镇。总面积572平方公里，总人口16669人，人口密度29.1人/平方公里。